# Patricia Thormann
Patricia Thormann (* 9. November 1979 in Schwerin, geboren als Patricia Wolf) ist eine ehemalige deutsche Volleyballspielerin und vielfache Deutsche Meisterin.
Patricia Thormann lernte Volleyball in ihrer Heimatstadt beim Schweriner SC, bei dem sie seit 1996 in der Deutschen Bundesliga spielt. Sie wurde achtmal Deutscher Meister und viermal DVV-Pokalsieger und ist somit die erfolgreichste Spielerin in der Bundesliga seit der ersten gesamtdeutschen Saison 1991/92. In der Saison 2010/11 wurde sie zusätzlich zum Meistertitel mit dem SSC als MVP (wertvollste Spielerin) der Saison geehrt. Nach der erfolgreichen Titelverteidigung 2012 beendete Patricia Thormann wegen einer Schwangerschaft ihre Karriere.
Patricia Thormann ist verheiratet und arbeitet als Bürokauffrau in Schwerin.